# Eunidia argentea
Eunidia argentea es una especie de escarabajo longicornio del género Eunidia, categorizada en la tribu Eunidiini, de la subfamilia Lamiinae. Fue descrita por Sudre & Teocchi en 2002.

## Descripción
Mide 7-8 mm de longitud.

## Distribución
Se distribuye por Malaui y Zambia.